# Zbór Kościoła Zielonoświątkowego „Nowe Życie” w Warszawie
Kościół Zielonoświątkowy Zbór Nowe Życie w Warszawie – zbór Kościoła Zielonoświątkowego znajdujący się w prawobrzeżnej Warszawie na Targówku. Nabożeństwa odbywają się w Teatrze Rampa.
Misją kościoła jest pomaganie ludziom stawać się uczniami Jezusa Chrystusa, kochającymi Go i służącymi Mu za całego serca, myśli i siły. 
Pastorem zboru  jest prezbiter Włodzimierz Rudnicki.